# Kormos szerkő

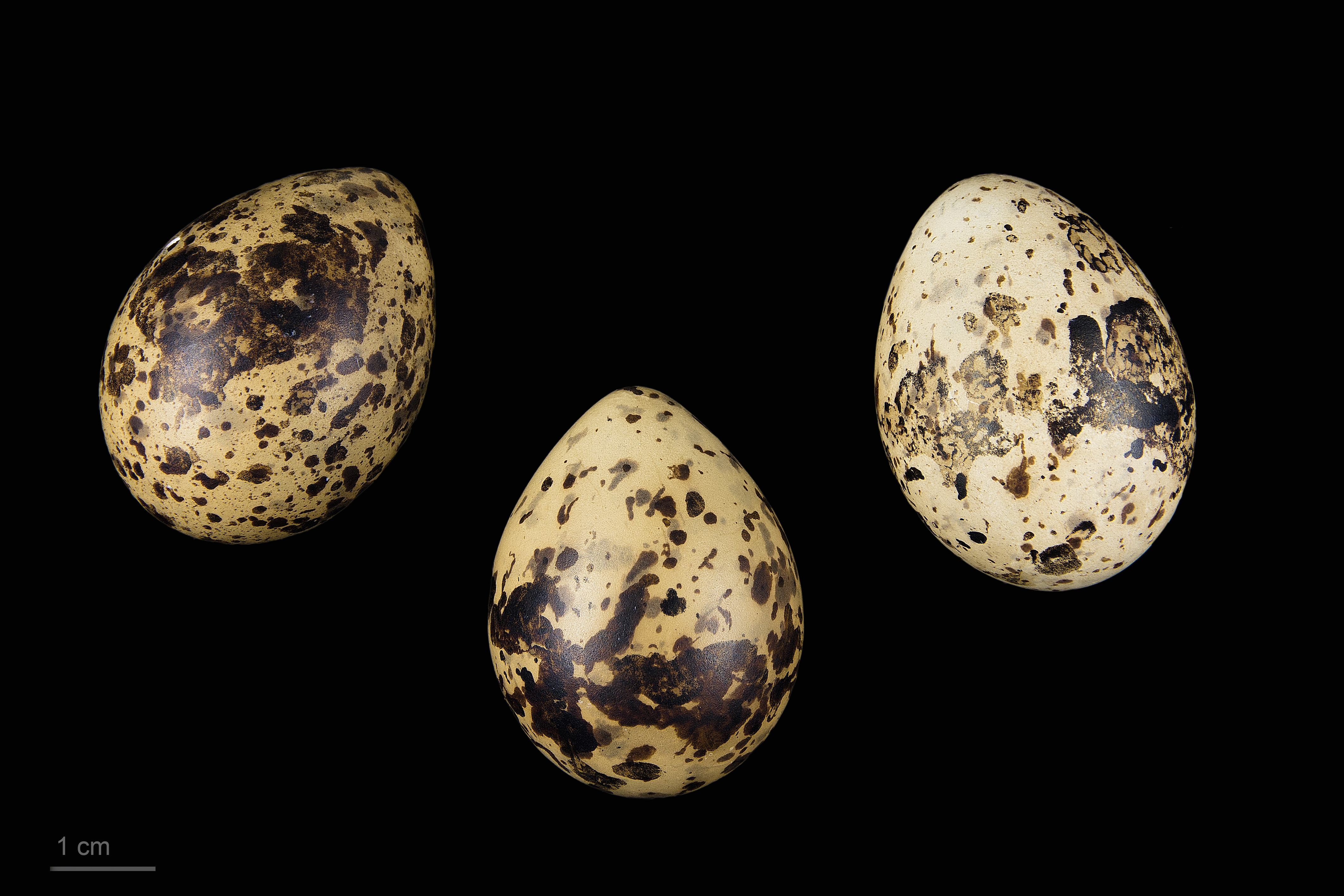
Chlidonias niger niger

A kormos szerkő (Chlidonias niger) a madarak osztályának a lilealakúak (Charadriiformes) rendjébe és a csérfélék (Sterniidae) családjába tartozó faj.

## Előfordulása
Európában, Ázsia nyugati részén, Kanadában és az Amerikai Egyesült Államok északi részén honos. Telelni messze délre húzódik, az eurázsiai állomány a trópusi Afrikába vonul.

## Alfajai
- Chlidonias niger niger
- Chlidonias niger surinamensis

## Megjelenése
Testhossza 22–24 centiméter, szárnyfesztávolsága 64–68 centiméter, testtömege pedig 60–86 gramm. Nászruhában koromfekete; nyugalmi tollazata felül szürke, alul fehér színű.

## Életmódja
Közvetlenül a vízfelszín felett lebegve vadászik rovarokból, apró halakból és lárvákból álló  táplálékára.

## Szaporodása
A költési időszaka május közepétől, június végéig tart. Kisebb telepekben, gyakran más fajokkal vegyesen költ. Fészkét hínárból a vízre készíti. Fészekalja 3 tojásból áll, melyen a két szülő felváltva kotlik 20-22 napig. A fiókák már a kikelés utáni első napon tudnak úszni, de ha nem zavarják meg őket, még két hétig a fészekben maradnak.

## Kárpát-medencei előfordulása
Áprilistól novemberig tartózkodik Magyarországon, rendszeres fészkelő, főleg a Tiszántúlon.

## Védettsége
Nagy elterjedési területének köszönhetően a Természetvédelmi Világszövetség Vörös Listáján mint kevéssé veszélyeztetett faj szerepel, Európában csökken az állománya. Magyarországon fokozottan védett, természetvédelmi értéke 250 000 Ft.